# Андреас Шнідерс
Андреас Шнідерс (нім. Andreas Schnieders; 22 грудня 1966 — 6 жовтня 2022) — німецький боксер, призер чемпіонату Європи серед аматорів.

## Аматорська кар'єра
На Олімпійських іграх 1988 переміг Тшібалабала Кадіма (Заїр) і Убола Оввігбо (Нігерія), а у чвертьфіналі програв Янушу Заренкевичу (Польща) — 2-3.
На чемпіонаті світу 1989 програв у першому бою Олександрові Мірошниченку (СРСР).
На чемпіонаті Європи 1991 завоював срібну медаль.
- У чвертьфіналі переміг Петера Грівнака (Словаччина) — RSCI 2
- У півфіналі переміг Браяна Нільсена (Данія) — 38-9
- У фіналі програв Євгену Білоусову (СРСР) — 18-33

На чемпіонаті світу 1991 програв у другому бою Роберто Баладо (Куба).